# (27880) 1996 EQ
1996 إي كيو (ويعرف أيضًا باسم (27880) 1996 إي كيو وفق تسمية الكوكب الصغير) (بالإنجليزية: 1996 EQ)‏ هو كويكب ضمن حزام الكويكبات؛ وترتيبه 27880 من حيث الاكتشاف.
اكتُشف هذا الجُرم الفلكي بواسطة Dennis di Cicco ‏ في 14 مارس 1996.

## وصلات خارجية
- (27880) 1996 EQ في قاعدة بيانات مختبر الدفع النفاث لأجرام النظام الشمسي الصغيرة

- الاكتشاف · مخطط المدار ·  العناصر المدارية · المعلمات المادية

- (27880) 1996 EQ على موقع ويكي سكاي: DSS2, SDSS, GALEX, IRAS, Hydrogen α, X-Ray, Astrophoto, Sky Map, Articles and images